# Chris Eißler
Chris René Eißler (19 januari 1993) is een Duitse rodelaar.

## Carrière
Eißler boekte bij zijn wereldbekerdebuut, op 30 november 2013 in Winterberg, direct zijn eerste wereldbekerzege. Hij hield onder lastige omstandigheden onder andere Armin Zöggeler, David Möller en Felix Loch achter zich.

## Resultaten

### Wereldbeker
Eindklasseringen
| Seizoen   | Plaats |
| --------- | ------ |
| 2013/2014 |        |

Wereldbekerzeges
| Datum            | Plaats     | Onderdeel            |
| ---------------- | ---------- | -------------------- |
| 30 november 2013 | Winterberg | Individueel (mannen) |